# Coreopsis basalis
Coreopsis basalis là một loài thực vật có hoa trong họ Cúc. Loài này được (A.Dietr.) S.F.Blake mô tả khoa học đầu tiên năm 1916.